# Граббан, Льюис
 Льюис Джеймс Граббан (англ. Lewis James Grabban; род. 12 января 1988, Лондон, Англия) — английский футболист, нападающий.

## Карьера
Льюис присоединился к «Кристал Пэлас» в возрасте 13 лет, и дебютировал в домашнем победном мачте со счетом 3:0 против «Уолсолла» в Кубке лиги 23 августа 2005 года. Он также сыграл в следующем раунде, став второй заменой в матче со против «Ковентри Сити» 20 сентября (1:0). В мае 2006 года он был назван «выпускником года».
16 августа 2006 года он присоединился к «Олдем Атлетик» на правах аренды, первоначально — на один месяц. Он дебютировал 19 августа в проигранном матче против своего будущего клуба «Миллуолл». Сделка по аренда была продлена за день до истечения, 15 сентября, в результате чего Граббан пробыл в «Олдем» ещё один месяц. После десяти выступлений за клуб, он был отозван «Пэлас» 10 октября 2006 года.

## Личная жизнь
Бабушка и дедушка Граббана по материнской линии были мигрантами, которые посредством круизного судна HMT Empire Windrush перебрались с Ямайки. Он принял ислам в возрасте 18 лет.